# XXII Krajowy Festiwal Piosenki Polskiej w Opolu
XXII Krajowy Festiwal Piosenki Polskiej w Opolu  – odbył się w 1985.

## Główne nagrody festiwalu
1. Nagroda im. Karola Musioła – Anna Jurksztowicz
2. Nagroda im. Anny Jantar – Mieczysław Szcześniak

### Nagrody w konkursie piosenek premierowych
1. „Diamentowy kolczyk” słowa: Jacek Cygan, muzyka: Krzesimir Dębski, wyk: Anna Jurksztowicz
2. „Daj mi tę noc” słowa: Andrzej Sobczak, muzyka: Sławomir Sokołowski, wyk: Bolter

### Wyróżnienia
- „Mały Piccolo” słowa: Jacek Cygan muzyka: Majka Jeżowska, wyk: Majka Jeżowska
- „Dla nowej miłości” słowa: Wojciech Młynarski, muzyka: Włodzimierz Korcz, wyk: Alicja Majewska
- „Marzenia za grosz” słowa: Andrzej Sobczak, muzyka: Marceli Trojan, wyk: Gang Marcela

### Nagrody specjalne
- Janusz Koman za aranżacje festiwalowych piosenek
- Wiesław Pieregorólka za wartości muzyczne orkiestry, którą kieruje
- Nagroda dziennikarzy: Maryla Rodowicz za piosenkę „Niech żyje bal”
- Wyróżnienie za indywidualność artystyczną: Danuta Błażejczyk[1]